# Power to the People: The Hits
| 전문가 평가 | 전문가 평가  |
| 평가 점수   | 평가 점수    |
| 출처        | 점수         |
| ----------- | ------------ |
| AllMusic    | [ 1 ]        |
| BBC         | (favourable) |
| Mojo        | [ 3 ]        |
| Uncut       | [ 4 ]        |

《Power to the People: The Hits》는 존 레논의 가장 인기 있는 곡들을 모은 컴필레이션 음반으로, 《Gimme Some Truth》 박스 세트의 일부이다. 표준 15트랙 디스크 및 다운로드 패키지로 제공되며 15트랙 DVD와 함께 확장된 "체험판"으로 제공된다.

## 배경
이 음반은 존 레논 탄생 70주년 기념으로 제작된 컴필레이션 음반이고, 그 뒤를 이어 《Shaved Fish》, 《The John Lennon Collection》, 《Lennon Legend: The Very Best of John Lennon》, 《Working Class Hero: The Definitive Lennon》의 다섯 번째 베스트 음반이었다.
이 CD에는 1969년과 1981년 사이에 등장한 14장의 싱글 페이지와 음반 제목 《Gimme Some Truth》와 《Imagine》이 포함되어 있다. 《Nobody Tell Me》를 제외하고, 그 CD는 영국과 미국 차트의 상위 20위의 히트곡을 모두 포함하고 있다. 프로듀서로서는 오노 요코가 간단히 언급되어 있는데, 음악의 첨부 시트에는 각 프로듀서가 나와 있기 때문에 CD 제작에만 적용된다고 생각한다.
이 작품에 포함된 모든 곡의 PV가 포함된 DVD가 포함된 일반 CD 전용 버전과 디럭스 에디션의 두 가지 형식으로 발매될 예정이다. 디럭스 에디션에는 온라인 유니버스에 대한 20,000장의 액세스 카드가 포함되어 있다.

## 곡 목록
모든 곡들은 특별한 언급이 없는 한 존 레논에 의해 작사/작곡하였다.
| #   | 제목                                 | 작사·작곡                          | 오리지널 발매                  | 재생 시간 |
| --- | ------------------------------------ | ---------------------------------- | ------------------------------ | --------- |
| 1.  | 〈Power to the People〉              |                                    | 비음반 싱글 (1971년)           | 3:23      |
| 2.  | 〈Gimme Some Truth〉                 |                                    | 《Imagine》 (1971년)           | 3:14      |
| 3.  | 〈Woman〉                            |                                    | 《Double Fantasy》 (1980년)    | 3:32      |
| 4.  | 〈Instant Karma!〉                   |                                    | 비음반 싱글 (1970년)           | 3:21      |
| 5.  | 〈Whatever Gets You thru the Night〉 |                                    | 《Walls and Bridges》 (1974년) | 3:27      |
| 6.  | 〈Cold Turkey〉 (Live)               |                                    | 비음반 싱글 (1969년)           | 5:04      |
| 7.  | 〈Jealous Guy〉                      |                                    | 《Imagine》                    | 4:15      |
| 8.  | 〈#9 Dream〉                         |                                    | 《Walls and Bridges》          | 4:49      |
| 9.  | 〈(Just Like) Starting Over〉        |                                    | 《Double Fantasy》             | 4:00      |
| 10. | 〈Mind Games〉                       |                                    | 《Mind Games》 (1973년)        | 4:13      |
| 11. | 〈Watching the Wheels〉              |                                    | 《Double Fantasy》             | 3:32      |
| 12. | 〈Stand by Me〉                      | 벤 E. 킹, 제리 리버, 마이크 스톨러 | 《Rock 'n' Roll》 (1975년)     | 3:33      |
| 13. | 〈Imagine〉                          | 레논, 오노 요코                    | 《Imagine》                    | 3:04      |
| 14. | 〈Happy Xmas (War Is Over)〉         | 오노, 레논                         | 비음반 싱글 (1971년)           | 3:34      |
| 15. | 〈Give Peace a Chance〉              |                                    | 비음반 싱글 (1969년)           | 4:53      |

## 인증
| 국가                                                            | 인증 | 판매량/출하량 |
| --------------------------------------------------------------- | ---- | ------------- |
| 덴마크 (IFPI Danmark)                                           | 골드 | 10,000        |
| 이탈리아 (FIMI)                                                 | 골드 | 25,000*       |
| 영국 (BPI)                                                      | 실버 | 60,000        |
| *판매량을 기반으로 한 인증 · 판매량+스트리밍을 기반으로 한 인증 |      |               |